# ランダー文字
ランダー文字（ランダーもじ、パンジャーブ語: ਲੰਡਾ laṇḍā）は、インドとパキスタンのパンジャーブおよびシンド地方で主に使われていたブラーフミー系文字の一種である。

## 概要
シャーラダー文字の変種として生まれ、商人や宗教的な集団によって使われた。ランダーとはパンジャーブ語で「尾のない、省略された」という意味で、母音記号が存在せず、無気音と帯気音と同じ字で表すなど、省略記法が発達している特徴を言いあらわしている。
ランダー文字には標準の字形が存在せず、地域差が大きい。名前も地域によってさまざまに呼ばれる。
パンジャーブ語を表記するためのグルムキー文字はランダー文字を改良したものである。ランダー文字を元にした文字にはほかにイスマーイール派のイスラム教徒が使うホージキー文字がある。
20世紀なかば以降になるとランダー文字は淘汰されて使われなくなっていった。

## Unicode
2010年以来、Unicodeにランダー文字を加える提案がなされているが、ランダー文字そのものは符号化されていない。しかし、基本多言語面にランダー文字に由来するグルムキー文字が、追加多言語面にはホージキー文字、サライキ語のためのムルターニー文字、シンド語のためのフダーバーディー文字が定義されている。